# 피에리나 레냐니
피에리나 레냐니(이탈리아어: Pierina Legnani, 1863년 9월 30일 ~ 1930년 11월 15일)는 이탈리아의 발레리나이다. 그녀는 발레 역사상 가장 위대한 발레리나 중 한 명으로 꼽힌다.